# Волгарёв, Михаил Николаевич
Михаил Николаевич Волгарёв (24 августа 1925, Касимов—25 декабря 2002, Москва) — российский учёный-нутрициолог, патологоанатом, доктор медицинских наук, профессор, академик РАМН, заслуженный деятель науки РФ (2000).

## Биография
Окончил в 1954 году лечебный факультет 1-го ММИ, в 1957 году аспирантуру 1-го ММИ.
В 1957—2002 годах работал в Институте питания АМН, директор института в 1983—2000 годах.
Похоронен в Москве на Востряковском кладбище.

## Научные труды
- Химический состав пищевых продуктов. Справочник. 2-е изд., перераб. и доп. — М., 1987 (в соавт.)
- Пропаганда рационального питания. — М., 1988
- Питание и здоровье в бедных семьях. — М., 2002 (в соавт.)